# 蒂耶扎克
蒂耶扎克（法語：Thiézac，法語發音：[tjezak]）是法国康塔尔省的一个市镇，位于该省中部略偏西，属于欧里亚克区。

## 地理
蒂耶扎克（45°0'53"N, 2°39'53"E）面积41.7 平方千米，位于法国奥弗涅-罗讷-阿尔卑斯大区康塔爾省，该省份为法国中南部省份，位于法國中央高原中心，北起科雷兹省、上盧瓦爾省和多姆山省，西接洛特省和科雷兹省，南至阿韦龙省和洛特省，东临上盧瓦爾省和洛泽尔省。
与蒂耶扎克接壤的市镇（或旧市镇、城区）包括：拉塞勒、芒达耶-圣于连、若尔达讷河畔圣西尔格、圣克莱芒、圣雅克德布拉、塞尔河畔维克。

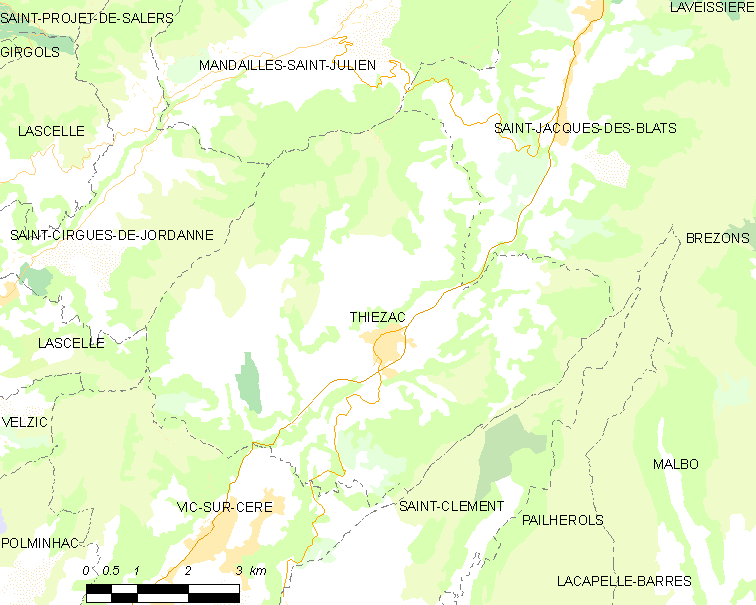
蒂耶扎克的OSM定位图

蒂耶扎克的时区为UTC+01:00、UTC+02:00（夏令时）。

## 行政
蒂耶扎克的邮政编码为15800，INSEE市镇编码为15236。

## 政治
蒂耶扎克所属的省级选区为塞尔河畔维克县。

## 人口

1962-2008年间蒂耶扎克人口变化图示

蒂耶扎克于2022年1月1日时的人口数量为596人。